# Interlands Georgisch voetbalelftal 1990-1999
Deze pagina toont een gedetailleerd overzicht van de interlands die het Georgisch voetbalelftal speelde in de periode 1990 – 1999.

## Interlands

### 1990
|                                                                   |                                        |       |                                                          |                                                                                       |
| 27 mei Vriendschappelijk № 1 «onderlinge duels» 19:00 uur (UTC+5) | Georgië                                | 2 – 2 | Litouwen                                                 | Dinamostadion, Tbilisi Toeschouwers: 55.000 Scheidsrechter: Velodi Miminoshvili (GEO) |
| 27 mei Vriendschappelijk № 1 «onderlinge duels» 19:00 uur (UTC+5) | Gija Goeroeli 62' Kacha Katsjarava 81' |       | 12' (pen.) Arminas Narbekovas 66' Virginijus Baltušnikas | Dinamostadion, Tbilisi Toeschouwers: 55.000 Scheidsrechter: Velodi Miminoshvili (GEO) |

### 1991
|                                                 |                                           |       |                                                                                             |                                                                                          |
| 2 juli Vriendschappelijk № 2 «onderlinge duels» | Moldavië                                  | 2 – 4 | Georgië                                                                                     | Stadionul Republican, Chisinau Toeschouwers: 7.000 Scheidsrechter: Aleksandr Gorin (MDA) |
| 2 juli Vriendschappelijk № 2 «onderlinge duels» | Alexandru Spiridon 27' Gheorghe Harea 50' |       | 5' Temoeri Ketsbaia 13' Georgi Daraselia 79' Micheil Dzjisjkariani 88' Micheil Kavelasjvili | Stadionul Republican, Chisinau Toeschouwers: 7.000 Scheidsrechter: Aleksandr Gorin (MDA) |

### 1992
|                                                      |                 |       |         | |
| 2 september Vriendschappelijk № 3 «onderlinge duels» | Litouwen        | 1 – 0 | Georgië | S. Dariaus- en S. Girėnostadion, Kaunas Toeschouwers: 2.000 Scheidsrechter: Vitālijs Liholajs (LVA) |
| 2 september Vriendschappelijk № 3 «onderlinge duels» | Arūnas Mika 90' |       |         | S. Dariaus- en S. Girėnostadion, Kaunas Toeschouwers: 2.000 Scheidsrechter: Vitālijs Liholajs (LVA) |

|                                                       | |       |                                                                    |                                                                                               |
| 17 september Vriendschappelijk № 4 «onderlinge duels» | Georgië | 6 – 3 | Azerbeidzjan                                                       | Davit Kipianistadion, Goerdzjaani Toeschouwers: 3.000 Scheidsrechter: Guram Sepiashvili (GEO) |
| 17 september Vriendschappelijk № 4 «onderlinge duels» | Davit Kizilasjvili 30' Davit Kizilasjvili 48' Georgi Daraselia 52' Sjota Arveladze 69' Kachaber Gogitsjaisjvili 71' (pen.) Gia Dzjisjkariani 79' (pen.) |       | 42' Nazim Suleimanov 77' Vidadi Rzayev 85' (pen.) Nazim Suleimanov | Davit Kipianistadion, Goerdzjaani Toeschouwers: 3.000 Scheidsrechter: Guram Sepiashvili (GEO) |

|                                                                        |                      |       |         |                                                                                  |
| 22 december Vriendschappelijk № 5 «onderlinge duels» 14:30 uur (UTC+2) | Cyprus               | 1 – 0 | Georgië | Tsirionstadion, Larnaca Toeschouwers: 200 Scheidsrechter: Andreas Georgiou (CYP) |
| 22 december Vriendschappelijk № 5 «onderlinge duels» 14:30 uur (UTC+2) | Demetris Ioannou 40' |       |         | Tsirionstadion, Larnaca Toeschouwers: 200 Scheidsrechter: Andreas Georgiou (CYP) |

### 1993
|                                                                |                                |       |         |                                                                                     |
| 25 mei Vriendschappelijk Officieus duel № 6 «onderlinge duels» | Azerbeidzjan                   | 1 – 0 | Georgië | Stadsstadion Gandja, Gəncə Toeschouwers: 9.500 Scheidsrechter: Rustam Ragimov (AZE) |
| 25 mei Vriendschappelijk Officieus duel № 6 «onderlinge duels» | Noegzar Lobzjanidze 53' (e.d.) |       |         | Stadsstadion Gandja, Gəncə Toeschouwers: 9.500 Scheidsrechter: Rustam Ragimov (AZE) |

### 1994
|                                                                                |                  |       |         |                                                                                     |
| 8 februari Malta Voetbaltoernooi 1994 № 7 «onderlinge duels» 16:30 uur (UTC+1) | Slovenië         | 1 – 0 | Georgië | Ta' Qalistadion, Ta' Qali Toeschouwers: 1.000 Scheidsrechter: Lawrence Sammut (MLT) |
| 8 februari Malta Voetbaltoernooi 1994 № 7 «onderlinge duels» 16:30 uur (UTC+1) | Primož Gliha 78' |       |         | Ta' Qalistadion, Ta' Qali Toeschouwers: 1.000 Scheidsrechter: Lawrence Sammut (MLT) |

|                                                               |       |                             |         |                                                                                   |
| 10 februari Malta Voetbaltoernooi 1994 № 8 «onderlinge duels» | Malta | 0 – 1                       | Georgië | Ta' Qalistadion, Ta' Qali Toeschouwers: 12.000 Scheidsrechter: Darko Jamsek (SLO) |
| 10 februari Malta Voetbaltoernooi 1994 № 8 «onderlinge duels» |       | 16' (pen.) Temoeri Ketsbaia |         | Ta' Qalistadion, Ta' Qali Toeschouwers: 12.000 Scheidsrechter: Darko Jamsek (SLO) |

|                                                               |         |                                              |         |                                                                                   |
| 12 februari Malta Voetbaltoernooi 1994 № 9 «onderlinge duels» | Tunesië | 0 – 2                                        | Georgië | Ta' Qalistadion, Ta' Qali Toeschouwers: 5.000 Scheidsrechter: Charles Agius (MLT) |
| 12 februari Malta Voetbaltoernooi 1994 № 9 «onderlinge duels» |         | 48' Micheil Kavelasjvili 61' Dmitri Koedinov |         | Ta' Qalistadion, Ta' Qali Toeschouwers: 5.000 Scheidsrechter: Charles Agius (MLT) |

|                                                       |                             |       |         |                                                                                 |
| 23 februari Vriendschappelijk № 10 «onderlinge duels» | Israël                      | 2 – 0 | Georgië | Ramat Ganstadion, Ramat Gan Toeschouwers: 1.500 Scheidsrechter: Lipkovich (ISR) |
| 23 februari Vriendschappelijk № 10 «onderlinge duels» | Eli Ohana 28' Eli Ohana 77' |       |         | Ramat Ganstadion, Ramat Gan Toeschouwers: 1.500 Scheidsrechter: Lipkovich (ISR) |

|                                                   |                                                                                             |       |                     |                                                                                    |
| 11 juni Vriendschappelijk № 11 «onderlinge duels» | Nigeria                                                                                     | 5 – 1 | Georgië             | Liberty Stadium, Ibadan Toeschouwers: 9.000 Scheidsrechter: Orimson Olaniyan (NGR) |
| 11 juni Vriendschappelijk № 11 «onderlinge duels» | Rashidi Yekini 11' Rashidi Yekini 43' Samson Siasia 58' Samson Siasia 60' Mutiu Adepoju 85' |       | 12' Revaz Arveladze | Liberty Stadium, Ibadan Toeschouwers: 9.000 Scheidsrechter: Orimson Olaniyan (NGR) |

|                                                   |                        |       |                                                                   | |
| 26 juni Vriendschappelijk № 12 «onderlinge duels» | Letland                | 1 – 3 | Georgië                                                           | Latvijas Universitātes stadions, Riga Toeschouwers: 1.000 Scheidsrechter: Algirdas Dubinskas (LTU) |
| 26 juni Vriendschappelijk № 12 «onderlinge duels» | Vitālijs Astafjevs 60' |       | 12' Davit Dzjanasjia 73' Kacha Katsjarava 76' Gotsja Dzjamaraoeli | Latvijas Universitātes stadions, Riga Toeschouwers: 1.000 Scheidsrechter: Algirdas Dubinskas (LTU) |

|                                                                     |                            |       |                     |                                                                             |
| 19 juli Vriendschappelijk № 13 «onderlinge duels» 22:00 uur (UTC+4) | Georgië                    | 1 – 1 | Malta               | Dinamostadion, Tbilisi Toeschouwers: 35.200 Scheidsrechter: Urs Meier (SUI) |
| 19 juli Vriendschappelijk № 13 «onderlinge duels» 22:00 uur (UTC+4) | Sjota Arveladze 37' (pen.) |       | 33' Michael Spiteri | Dinamostadion, Tbilisi Toeschouwers: 35.200 Scheidsrechter: Urs Meier (SUI) |

|                                                                            |         |                |          |                                                                               |
| 7 september EK 1996 kwalificatie № 14 «onderlinge duels» 19:30 uur (UTC+4) | Georgië | 0 – 1          | Moldavië | Dinamostadion, Tbilisi Toeschouwers: 40.000 Scheidsrechter: Ahmet Çakar (TUR) |
| 7 september EK 1996 kwalificatie № 14 «onderlinge duels» 19:30 uur (UTC+4) |         | 40' Igor Oprea |          | Dinamostadion, Tbilisi Toeschouwers: 40.000 Scheidsrechter: Ahmet Çakar (TUR) |

|                                                                           |                         |       |         |                                                                                       |
| 12 oktober EK 1996 kwalificatie № 15 «onderlinge duels» 19:00 uur (UTC+2) | Bulgarije               | 2 – 0 | Georgië | Vasil Levskistadion, Sofia Toeschouwers: 45.000 Scheidsrechter: Ladislav Gadosi (SVK) |
| 12 oktober EK 1996 kwalificatie № 15 «onderlinge duels» 19:00 uur (UTC+2) | Emil Kostadinov 56' 63' |       |         | Vasil Levskistadion, Sofia Toeschouwers: 45.000 Scheidsrechter: Ladislav Gadosi (SVK) |

|                                                                            |                                                                                           |       |       |                                                                              |
| 16 november EK 1996 kwalificatie № 16 «onderlinge duels» 14:00 uur (UTC+4) | Georgië                                                                                   | 5 – 0 | Wales | Dinamostadion, Tbilisi Toeschouwers: 45.000 Scheidsrechter: Alain Sars (FRA) |
| 16 november EK 1996 kwalificatie № 16 «onderlinge duels» 14:00 uur (UTC+4) | Temoeri Ketsbaia 29' 48' Giorgi Kinkladze 39' Gotsja Gogritsjiani 58' Sjota Arveladze 65' |       |       | Dinamostadion, Tbilisi Toeschouwers: 45.000 Scheidsrechter: Alain Sars (FRA) |

|                                                                            |         |                     |         |                                                                                     |
| 14 december EK 1996 kwalificatie № 17 «onderlinge duels» 14:00 uur (UTC+1) | Albanië | 0 – 1               | Georgië | Qemal Stafastadion, Tirana Toeschouwers: 15.000 Scheidsrechter: László Molnár (HUN) |
| 14 december EK 1996 kwalificatie № 17 «onderlinge duels» 14:00 uur (UTC+1) |         | 18' Sjota Arveladze |         | Qemal Stafastadion, Tirana Toeschouwers: 15.000 Scheidsrechter: László Molnár (HUN) |

### 1995
|                                                                         |         |                                           |           |                                                                                             |
| 29 maart EK 1996 kwalificatie № 18 «onderlinge duels» 21:00 uur (UTC+5) | Georgië | 0 – 2                                     | Duitsland | Boris Paitsjadzestadion, Tbilisi Toeschouwers: 75.000 Scheidsrechter: Martin Bodenham (ENG) |
| 29 maart EK 1996 kwalificatie № 18 «onderlinge duels» 21:00 uur (UTC+5) |         | 24' Jürgen Klinsmann 45' Jürgen Klinsmann |           | Boris Paitsjadzestadion, Tbilisi Toeschouwers: 75.000 Scheidsrechter: Martin Bodenham (ENG) |

|                                                                         |                                         |       |         |                                                                                           |
| 26 april EK 1996 kwalificatie № 19 «onderlinge duels» 18:00 uur (UTC+5) | Georgië                                 | 2 – 0 | Albanië | Boris Paitsjadzestadion, Tbilisi Toeschouwers: 25.000 Scheidsrechter: Roelof Luinge (NED) |
| 26 april EK 1996 kwalificatie № 19 «onderlinge duels» 18:00 uur (UTC+5) | Sjota Arveladze 2' Temoeri Ketsbaia 41' |       |         | Boris Paitsjadzestadion, Tbilisi Toeschouwers: 25.000 Scheidsrechter: Roelof Luinge (NED) |

|                                                                       |       |                      |         |                                                                                 |
| 7 juni EK 1996 kwalificatie № 20 «onderlinge duels» 19:30 uur (UTC+1) | Wales | 0 – 1                | Georgië | Cardiff Arms Park, Cardiff Toeschouwers: 8.241 Scheidsrechter: Ilkka Koho (FIN) |
| 7 juni EK 1996 kwalificatie № 20 «onderlinge duels» 19:30 uur (UTC+1) |       | 73' Giorgi Kinkladze |         | Cardiff Arms Park, Cardiff Toeschouwers: 8.241 Scheidsrechter: Ilkka Koho (FIN) |

|                                                                            |                                                                          |       |                      |                                                                                     |
| 6 september EK 1996 kwalificatie № 21 «onderlinge duels» 19:45 uur (UTC+2) | Duitsland                                                                | 4 – 1 | Georgië              | Frankenstadion, Neurenberg Toeschouwers: 44.000 Scheidsrechter: Jim McCluskey (SCO) |
| 6 september EK 1996 kwalificatie № 21 «onderlinge duels» 19:45 uur (UTC+2) | Andreas Möller 38' Christian Ziege 57' Ulf Kirsten 62' Markus Babbel 72' |       | 28' Temoeri Ketsbaia | Frankenstadion, Neurenberg Toeschouwers: 44.000 Scheidsrechter: Jim McCluskey (SCO) |

|                                                                           |                                           |       |                        |                                                                                       |
| 11 oktober EK 1996 kwalificatie № 22 «onderlinge duels» 18:00 uur (UTC+4) | Georgië                                   | 2 – 1 | Bulgarije              | Boris Paitsjadzestadion, Tbilisi Toeschouwers: 45.000 Scheidsrechter: Urs Meier (SUI) |
| 11 oktober EK 1996 kwalificatie № 22 «onderlinge duels» 18:00 uur (UTC+4) | Artsjil Arveladze 1' Giorgi Kinkladze 48' |       | 88' Christo Stoitsjkov | Boris Paitsjadzestadion, Tbilisi Toeschouwers: 45.000 Scheidsrechter: Urs Meier (SUI) |

|                                                                            |                                          |       |                                                 |                                                                                             |
| 15 november EK 1996 kwalificatie № 23 «onderlinge duels» 18:00 uur (UTC+2) | Moldavië                                 | 3 – 2 | Georgië                                         | Stadionul Republican, Chisinau Toeschouwers: 9.000 Scheidsrechter: Mario van der Ende (NED) |
| 15 november EK 1996 kwalificatie № 23 «onderlinge duels» 18:00 uur (UTC+2) | Ion Testimeţanu 5' Iurie Miterev 18' 73' |       | 28' Davit Dzjanasjia 81' (e.d.) Vitali Culibaba | Stadionul Republican, Chisinau Toeschouwers: 9.000 Scheidsrechter: Mario van der Ende (NED) |

### 1996
|                                                                      |        |                                              |         |                                                                                     |
| 27 maart Vriendschappelijk № 24 «onderlinge duels» 18:30 uur (UTC+2) | Cyprus | 0 – 2                                        | Georgië | Tsirionstadion, Limasol Toeschouwers: 2.000 Scheidsrechter: Andreas Georghiou (CYP) |
| 27 maart Vriendschappelijk № 24 «onderlinge duels» 18:30 uur (UTC+2) |        | 53' Temoeri Ketsbaia 65' Gotsja Dzjamaraoeli |         | Tsirionstadion, Limasol Toeschouwers: 2.000 Scheidsrechter: Andreas Georghiou (CYP) |

|                                                                      | |       |         |                                                                                               |
| 24 april Vriendschappelijk № 25 «onderlinge duels» 17:00 uur (UTC+3) | Roemenië                                                                                            | 5 – 0 | Georgië | Stadionul Steaua, Boekarest Toeschouwers: 10.000 Scheidsrechter: Athanasios Zakhariadis (GRE) |
| 24 april Vriendschappelijk № 25 «onderlinge duels» 17:00 uur (UTC+3) | Viorel Moldovan 25' Viorel Moldovan 29' Viorel Moldovan 38' Marius Lăcătuș 50' Constantin Gâlcă 87' |       |         | Stadionul Steaua, Boekarest Toeschouwers: 10.000 Scheidsrechter: Athanasios Zakhariadis (GRE) |

|                                                 |                                           |       |                         |                                                                                   |
| 8 mei Vriendschappelijk № 26 «onderlinge duels» | Griekenland                               | 2 – 1 | Georgië                 | Zosimades-stadion, Ioannina Toeschouwers: 14.000 Scheidsrechter: Luan Zilfo (ALB) |
| 8 mei Vriendschappelijk № 26 «onderlinge duels» | Demis Nikolaidis 58' Demis Nikolaidis 87' |       | 15' Gotsja Gogritsjiani | Zosimades-stadion, Ioannina Toeschouwers: 14.000 Scheidsrechter: Luan Zilfo (ALB) |

|                                                                         |                            |       |         |                                                                                 |
| 1 september Vriendschappelijk № 27 «onderlinge duels» 20:00 uur (UTC+2) | Noorwegen                  | 1 – 0 | Georgië | Ullevaalstadion, Oslo Toeschouwers: 8.910 Scheidsrechter: Knud Stadsgaard (DEN) |
| 1 september Vriendschappelijk № 27 «onderlinge duels» 20:00 uur (UTC+2) | Ståle Solbakken 89' (pen.) |       |         | Ullevaalstadion, Oslo Toeschouwers: 8.910 Scheidsrechter: Knud Stadsgaard (DEN) |

|                                                                         |                        |       |         |                                                                                     |
| 9 oktober WK 1998 kwalificatie № 28 «onderlinge duels» 20:30 uur (UTC+) | Italië                 | 1 – 0 | Georgië | Stadio Renato Curi, Perugia Toeschouwers: 16.146 Scheidsrechter: Eric Blareau (BEL) |
| 9 oktober WK 1998 kwalificatie № 28 «onderlinge duels» 20:30 uur (UTC+) | Fabrizio Ravanelli 43' |       |         | Stadio Renato Curi, Perugia Toeschouwers: 16.146 Scheidsrechter: Eric Blareau (BEL) |

|                                                                           |         |                                        |          |                                                                                            |
| 9 november WK 1998 kwalificatie № 29 «onderlinge duels» 16:00 uur (UTC+4) | Georgië | 0 – 2                                  | Engeland | Boris Paitsjadzestadion, Tbilisi Toeschouwers: 75.000 Scheidsrechter: Jorge Monteiro (POR) |
| 9 november WK 1998 kwalificatie № 29 «onderlinge duels» 16:00 uur (UTC+4) |         | 15' Teddy Sheringham 37' Les Ferdinand |          | Boris Paitsjadzestadion, Tbilisi Toeschouwers: 75.000 Scheidsrechter: Jorge Monteiro (POR) |

|                                                      |                                                                         |       |                                              |                                                                                  |
| 5 december Vriendschappelijk № 30 «onderlinge duels» | Libanon                                                                 | 4 – 2 | Georgië                                      | Beiroetstadion, Beiroet Toeschouwers: 10.000 Scheidsrechter: Taleb Ramadan (LEB) |
| 5 december Vriendschappelijk № 30 «onderlinge duels» | Wartan Ghazarian 70' Fouad Hijazi 73' Jamal Taha 78' Chaaban Hamade 89' |       | 58' Aleksander Iasjvili 67' Giorgi Kinkladze | Beiroetstadion, Beiroet Toeschouwers: 10.000 Scheidsrechter: Taleb Ramadan (LEB) |

|                                                      |                                                             |       |                                                     |                                                                               |
| 8 december Vriendschappelijk № 31 «onderlinge duels» | Libanon                                                     | 3 – 2 | Georgië                                             | Beiroetstadion, Beiroet Toeschouwers: 12.000 Scheidsrechter: Nabil Ayad (LEB) |
| 8 december Vriendschappelijk № 31 «onderlinge duels» | Hassan Ayoub 14' (pen.) Jamal Taha 21' Wartan Ghazarian 65' |       | 13' (pen.) Giorgi Gachokidze 23' Levan Tskitishvili | Beiroetstadion, Beiroet Toeschouwers: 12.000 Scheidsrechter: Nabil Ayad (LEB) |

### 1997
|                                                    | |       |         |                                                                                             |
| 30 maart Vriendschappelijk № 32 «onderlinge duels» | Georgië | 7 – 0 | Armenië | Boris Paitsjadzestadion, Tbilisi Toeschouwers: 10.000 Scheidsrechter: Valentin Ivanov (RUS) |
| 30 maart Vriendschappelijk № 32 «onderlinge duels» | Sjota Arveladze 12' 53' 67' Giorgi Kinkladze 45' (pen.) Artsjil Arveladze 58' 60' Micheil Kavelasjvili 81' |       |         | Boris Paitsjadzestadion, Tbilisi Toeschouwers: 10.000 Scheidsrechter: Valentin Ivanov (RUS) |

|                                                                         |                                         |       |         |                                                                                |
| 30 april WK 1998 kwalificatie № 33 «onderlinge duels» 20:00 uur (UTC+1) | Engeland                                | 2 – 0 | Georgië | Wembley Stadium, Londen Toeschouwers: 71.208 Scheidsrechter: Rémi Harrel (FRA) |
| 30 april WK 1998 kwalificatie № 33 «onderlinge duels» 20:00 uur (UTC+1) | Teddy Sheringham 42' Alan Shearer 90+2' |       |         | Wembley Stadium, Londen Toeschouwers: 71.208 Scheidsrechter: Rémi Harrel (FRA) |

|                                                                       |                                          |       |          |                                                                                   |
| 7 juni WK 1998 kwalificatie № 34 «onderlinge duels» 19:15 uur (UTC+4) | Georgië                                  | 2 – 0 | Moldavië | Centraalstadion, Batoemi Toeschouwers: 12.500 Scheidsrechter: Charles Agius (MLT) |
| 7 juni WK 1998 kwalificatie № 34 «onderlinge duels» 19:15 uur (UTC+4) | Sjota Arveladze 27' Giorgi Kinkladze 51' |       |          | Centraalstadion, Batoemi Toeschouwers: 12.500 Scheidsrechter: Charles Agius (MLT) |

|                                                                        |                                                                                         |       |                     |                                                                               |
| 14 juni WK 1998 kwalificatie № 35 «onderlinge duels» 20:30 uur (UTC+2) | Polen                                                                                   | 4 – 1 | Georgië             | Stadion GKS, Katowice Toeschouwers: 2.000 Scheidsrechter: Günther Benkö (AUT) |
| 14 juni WK 1998 kwalificatie № 35 «onderlinge duels» 20:30 uur (UTC+2) | Adam Ledwoń 33' Mirosław Trzeciak 35' Krzysztof Bukalski 74' (pen.) Krzysztof Nowak 90' |       | 26' Sjota Arveladze | Stadion GKS, Katowice Toeschouwers: 2.000 Scheidsrechter: Günther Benkö (AUT) |

|                                                                             |         |       |        |                                                                                           |
| 10 september WK 1998 kwalificatie № 36 «onderlinge duels» 21:00 uur (UTC+4) | Georgië | 0 – 0 | Italië | Boris Paitsjadzestadion, Tbilisi Toeschouwers: 51.117 Scheidsrechter: Rune Pedersen (NOR) |
| 10 september WK 1998 kwalificatie № 36 «onderlinge duels» 21:00 uur (UTC+4) |         |       |        | Boris Paitsjadzestadion, Tbilisi Toeschouwers: 51.117 Scheidsrechter: Rune Pedersen (NOR) |

|                                                                             |          |                      |         |                                                                                     |
| 24 september WK 1998 kwalificatie № 37 «onderlinge duels» 19:00 uur (UTC+3) | Moldavië | 0 – 1                | Georgië | Stadionul Republican, Chisinau Toeschouwers: 5.300 Scheidsrechter: Dani Koren (ISR) |
| 24 september WK 1998 kwalificatie № 37 «onderlinge duels» 19:00 uur (UTC+3) |          | 10' Temoeri Ketsbaia |         | Stadionul Republican, Chisinau Toeschouwers: 5.300 Scheidsrechter: Dani Koren (ISR) |

|                                                                           |                                                                    |       |       |                                                                                          |
| 11 oktober WK 1998 kwalificatie № 38 «onderlinge duels» 16:00 uur (UTC+4) | Georgië                                                            | 3 – 0 | Polen | Boris Paitsjadzestadion, Tbilisi Toeschouwers: 15.000 Scheidsrechter: Ľuboš Micheľ (SVK) |
| 11 oktober WK 1998 kwalificatie № 38 «onderlinge duels» 16:00 uur (UTC+4) | Artsjil Arveladze 53' Kachaber Tschadadze 66' Temoeri Ketsbaia 72' |       |       | Boris Paitsjadzestadion, Tbilisi Toeschouwers: 15.000 Scheidsrechter: Ľuboš Micheľ (SVK) |

### 1998
|                                                               |                             |       |                                                 |                                                                                     |
| 6 februari Malta Voetbaltoernooi 1998 № 39 «onderlinge duels» | Letland                     | 1 – 2 | Georgië                                         | Ta' Qalistadion, Ta' Qali Toeschouwers: 3.000 Scheidsrechter: Alfred Micallef (MLT) |
| 6 februari Malta Voetbaltoernooi 1998 № 39 «onderlinge duels» | Imants Bleidelis 86' (pen.) |       | 50' Gotsja Dzjamaraoeli 72' Gotsja Dzjamaraoeli | Ta' Qalistadion, Ta' Qali Toeschouwers: 3.000 Scheidsrechter: Alfred Micallef (MLT) |

|                                                                                 |         |                                                                       |         |                                                                                 |
| 8 februari Malta Voetbaltoernooi 1998 № 40 «onderlinge duels» 14:00 uur (UTC+1) | Albanië | 0 – 3                                                                 | Georgië | Ta' Qalistadion, Ta' Qali Toeschouwers: 750 Scheidsrechter: Charles Agius (MLT) |
| 8 februari Malta Voetbaltoernooi 1998 № 40 «onderlinge duels» 14:00 uur (UTC+1) |         | 17' Temoeri Ketsbaia 28' Micheil Kavelasjvili 71' Aleksander Iasjvili |         | Ta' Qalistadion, Ta' Qali Toeschouwers: 750 Scheidsrechter: Charles Agius (MLT) |

|                                                                                  |                            |       |                                                                           |                                                                                |
| 10 februari Malta Voetbaltoernooi 1998 № 41 «onderlinge duels» 16:00 uur (UTC+1) | Malta                      | 1 – 3 | Georgië                                                                   | Ta' Qalistadion, Ta' Qali Toeschouwers: 750 Scheidsrechter: Bujar Pregja (ALB) |
| 10 februari Malta Voetbaltoernooi 1998 № 41 «onderlinge duels» 16:00 uur (UTC+1) | Jonathan Magri Overend 56' |       | 12' Micheil Kavelasjvili 72' Gotsja Dzjamaraoeli 76' Micheil Kavelasjvili | Ta' Qalistadion, Ta' Qali Toeschouwers: 750 Scheidsrechter: Bujar Pregja (ALB) |

|                                                 |                     |       |                      |                                                                                 |
| 2 mei Vriendschappelijk № 42 «onderlinge duels» | Tunesië             | 1 – 1 | Georgië              | Stade Olympique, Sousse Toeschouwers: 30.000 Scheidsrechter: Kamel Berber (ALG) |
| 2 mei Vriendschappelijk № 42 «onderlinge duels» | Imed Ben Younes 80' |       | 41' Giorgi Kinkladze | Stade Olympique, Sousse Toeschouwers: 30.000 Scheidsrechter: Kamel Berber (ALG) |

|                                                                    |                     |       |                     |                                                                                              |
| 30 mei Vriendschappelijk № 43 «onderlinge duels» 18:00 uur (UTC+5) | Georgië             | 1 – 1 | Rusland             | Boris Paitsjadzestadion, Tbilisi Toeschouwers: 74.950 Scheidsrechter: Tahir Süleymanov (AZE) |
| 30 mei Vriendschappelijk № 43 «onderlinge duels» 18:00 uur (UTC+5) | Zaza Dzjanasjia 17' |       | 9' Igor Simoetenkov | Boris Paitsjadzestadion, Tbilisi Toeschouwers: 74.950 Scheidsrechter: Tahir Süleymanov (AZE) |

|                                                       |                 |       |         |                                                                                   |
| 12 augustus Vriendschappelijk № 44 «onderlinge duels» | Azerbeidzjan    | 1 – 0 | Georgië | Stadsstadion Gandja, Gəncə Toeschouwers: 5.000 Scheidsrechter: Asim Khudiev (AZE) |
| 12 augustus Vriendschappelijk № 44 «onderlinge duels» | Emin Ağayev 48' |       |         | Stadsstadion Gandja, Gəncə Toeschouwers: 5.000 Scheidsrechter: Asim Khudiev (AZE) |

|                                                                         |                                                                             |       |         |                                                                               |
| 19 augustus Vriendschappelijk № 45 «onderlinge duels» 19:00 uur (UTC+3) | Oekraïne                                                                    | 4 – 0 | Georgië | NSK Olimpiejsky, Kiev Toeschouwers: 18.000 Scheidsrechter: Roman Lajuks (LVA) |
| 19 augustus Vriendschappelijk № 45 «onderlinge duels» 19:00 uur (UTC+3) | Serhij Rebrov 1' Serhij Rebrov 42' Serhij Skatsjenko 57' Serhiy Kovalov 75' |       |         | NSK Olimpiejsky, Kiev Toeschouwers: 18.000 Scheidsrechter: Roman Lajuks (LVA) |

|                                                                            |                       |       |         |                                                                                           |
| 5 september EK 2000 kwalificatie № 46 «onderlinge duels» 19:00 uur (UTC+5) | Georgië               | 1 – 0 | Albanië | Micheil Meschistadion, Tbilisi Toeschouwers: 35.000 Scheidsrechter: Claude Détruche (SUI) |
| 5 september EK 2000 kwalificatie № 46 «onderlinge duels» 19:00 uur (UTC+5) | Artsjil Arveladze 66' |       |         | Micheil Meschistadion, Tbilisi Toeschouwers: 35.000 Scheidsrechter: Claude Détruche (SUI) |

|                                                                           |                     |       |         |                                                                                 |
| 10 oktober EK 2000 kwalificatie № 47 «onderlinge duels» 18:30 uur (UTC+3) | Letland             | 1 – 0 | Georgië | Daugavastadion, Riga Toeschouwers: 4.000 Scheidsrechter: Constantin Zotta (ROM) |
| 10 oktober EK 2000 kwalificatie № 47 «onderlinge duels» 18:30 uur (UTC+3) | Andrejs Stolcers 2' |       |         | Daugavastadion, Riga Toeschouwers: 4.000 Scheidsrechter: Constantin Zotta (ROM) |

|                                                                           |                                                                 |       |         |                                                                                      |
| 14 oktober EK 2000 kwalificatie № 48 «onderlinge duels» 18:00 uur (UTC+3) | Griekenland                                                     | 3 – 0 | Georgië | Olympisch Stadion, Athene Toeschouwers: 15.000 Scheidsrechter: Atanas Ouzounov (BUL) |
| 14 oktober EK 2000 kwalificatie № 48 «onderlinge duels» 18:00 uur (UTC+3) | Nikos Machlas 12' Nikos Lyberopoulos 15' Marinos Ouzounidis 36' |       |         | Olympisch Stadion, Athene Toeschouwers: 15.000 Scheidsrechter: Atanas Ouzounov (BUL) |

|                                                                         |                                               |       |                   |                                                                                                |
| 18 november Vriendschappelijk № 49 «onderlinge duels» 16:00 uur (UTC+4) | Georgië                                       | 3 – 1 | Estland           | Boris Paitsjadzestadion, Tbilisi Toeschouwers: 20.000 Scheidsrechter: Merab Malagoeradze (GEO) |
| 18 november Vriendschappelijk № 49 «onderlinge duels» 16:00 uur (UTC+4) | Micheil Asjvetia 65' 85' Davit Dzjanasjia 72' |       | 82' Argo Arbeiter | Boris Paitsjadzestadion, Tbilisi Toeschouwers: 20.000 Scheidsrechter: Merab Malagoeradze (GEO) |

### 1999
|                                                                      |         |                      |          |                                                                                             |
| 20 maart Vriendschappelijk № 50 «onderlinge duels» 20:00 uur (UTC+4) | Georgië | 0 – 1                | Oekraïne | Boris Paitsjadzestadion, Tbilisi Toeschouwers: 40.000 Scheidsrechter: Slavik Kazaryan (ARM) |
| 20 maart Vriendschappelijk № 50 «onderlinge duels» 20:00 uur (UTC+4) |         | 82' Serhiy Konovalov |          | Boris Paitsjadzestadion, Tbilisi Toeschouwers: 40.000 Scheidsrechter: Slavik Kazaryan (ARM) |

|                                                                         |                     |       |                    |                                                                                         |
| 27 maart EK 2000 kwalificatie № 51 «onderlinge duels» 20:00 uur (UTC+4) | Georgië             | 1 – 1 | Slovenië           | Boris Paitsjadzestadion, Tbilisi Toeschouwers: 20.000 Scheidsrechter: Alain Hamer (LUX) |
| 27 maart EK 2000 kwalificatie № 51 «onderlinge duels» 20:00 uur (UTC+4) | Zaza Dzjanasjia 42' |       | 52' Zlatko Zahovič | Boris Paitsjadzestadion, Tbilisi Toeschouwers: 20.000 Scheidsrechter: Alain Hamer (LUX) |

|                                                                         |                     |       |                                                                    |                                                                                         |
| 28 april EK 2000 kwalificatie № 52 «onderlinge duels» 21:00 uur (UTC+5) | Georgië             | 1 – 4 | Noorwegen                                                          | Boris Paitsjadzestadion, Tbilisi Toeschouwers: 20.000 Scheidsrechter: Sándor Puhl (HUN) |
| 28 april EK 2000 kwalificatie № 52 «onderlinge duels» 21:00 uur (UTC+5) | Zaza Dzjanasjia 58' |       | 16' Steffen Iversen 27' 38' Tore André Flo 35' Ole Gunnar Solskjær | Boris Paitsjadzestadion, Tbilisi Toeschouwers: 20.000 Scheidsrechter: Sándor Puhl (HUN) |

|                                                                       |                    |       |         |                                                                             |
| 30 mei EK 2000 kwalificatie № 53 «onderlinge duels» 19:15 uur (UTC+2) | Noorwegen          | 1 – 0 | Georgië | Ullevaalstadion, Oslo Toeschouwers: 18.236 Scheidsrechter: Luc Huyghe (BEL) |
| 30 mei EK 2000 kwalificatie № 53 «onderlinge duels» 19:15 uur (UTC+2) | Steffen Iversen 4' |       |         | Ullevaalstadion, Oslo Toeschouwers: 18.236 Scheidsrechter: Luc Huyghe (BEL) |

|                                                                       |                      |       |                                          |                                                                                           |
| 5 juni EK 2000 kwalificatie № 54 «onderlinge duels» 21:00 uur (UTC+5) | Georgië              | 1 – 2 | Griekenland                              | Boris Paitsjadzestadion, Tbilisi Toeschouwers: 15.000 Scheidsrechter: William Young (SCO) |
| 5 juni EK 2000 kwalificatie № 54 «onderlinge duels» 21:00 uur (UTC+5) | Temoeri Ketsbaia 55' |       | 85' Nikos Mavrogenidis 89' Nikos Machlas | Boris Paitsjadzestadion, Tbilisi Toeschouwers: 15.000 Scheidsrechter: William Young (SCO) |

|                                                                            |                                         |       |                     |                                                                                   |
| 4 september EK 2000 kwalificatie № 55 «onderlinge duels» 20:00 uur (UTC+2) | Slovenië                                | 2 – 1 | Georgië             | Bežigradstadion, Ljubljana Toeschouwers: 8.500 Scheidsrechter: Jan Wegereef (NED) |
| 4 september EK 2000 kwalificatie № 55 «onderlinge duels» 20:00 uur (UTC+2) | Milenko Ačimovič 48' Zlatko Zahovič 80' |       | 55' Sjota Arveladze | Bežigradstadion, Ljubljana Toeschouwers: 8.500 Scheidsrechter: Jan Wegereef (NED) |

|                                                                            |                                              |       |                                          |                                                                                              |
| 8 september EK 2000 kwalificatie № 56 «onderlinge duels» 19:00 uur (UTC+5) | Georgië                                      | 2 – 2 | Letland                                  | Boris Paitsjadzestadion, Tbilisi Toeschouwers: 15.000 Scheidsrechter: Miroslav Radoman (YUG) |
| 8 september EK 2000 kwalificatie № 56 «onderlinge duels» 19:00 uur (UTC+5) | Sjota Arveladze 30' Micheil Kavelasjvili 52' |       | 62' Imants Bleidelis 90' Igors Stepanovs | Boris Paitsjadzestadion, Tbilisi Toeschouwers: 15.000 Scheidsrechter: Miroslav Radoman (YUG) |

|                                                                          |                                   |       |                     |                                                                                      |
| 9 oktober EK 2000 kwalificatie № 57 «onderlinge duels» 19:00 uur (UTC+2) | Albanië                           | 2 – 1 | Georgië             | Qemal Stafastadion, Tirana Toeschouwers: 3.000 Scheidsrechter: Alfred Micallef (MLT) |
| 9 oktober EK 2000 kwalificatie № 57 «onderlinge duels» 19:00 uur (UTC+2) | Altin Rraklli 30' Bledar Kola 36' |       | 52' Sjota Arveladze | Qemal Stafastadion, Tirana Toeschouwers: 3.000 Scheidsrechter: Alfred Micallef (MLT) |

GFF · A-internationals · Bondscoaches · Statistieken · Georgisch vrouwenelftal · Georgië U21 · Georgië U20 · Georgië U19 · Georgië U18 · Georgië U17 · Georgië U16
1990 – 1999 ·
2000 – 2009 ·
2010 – 2019 ·
2020 − 2029
EK 2024
1990 · 
1991 · 
1992 · 
1993 · 
1994 · 
1995 · 
1996 · 
1997 · 
1998 · 
1999 · 
2000 · 
2001 · 
2002 · 
2003 · 
2004 · 
2005 · 
2006 · 
2007 · 
2008 · 
2009 · 
2010 · 
2011 · 
2012 · 
2013 · 
2014 · 
2015 ·
2016 ·
2017 ·
2018 ·
2019 ·
2020 ·
2021 ·
2022 ·
2023 ·
2024 ·
2025
Albanië ·
Andorra ·
Armenië ·
Azerbeidzjan ·
Bosnië en Herzegovina ·
Bulgarije ·
Cyprus ·
Denemarken ·
Duitsland ·
Egypte ·
Engeland ·
Estland ·
Faeröer ·
Finland ·
Frankrijk ·
Gibraltar ·
Griekenland ·
Hongarije ·
Ierland ·
IJsland ·
Iran ·
Israël ·
Italië ·
Jordanië ·
Kaapverdië ·
Kameroen ·
Kazachstan ·
Kosovo ·
Kroatië ·
Letland ·
Libanon ·
Liechtenstein ·
Litouwen ·
Luxemburg ·
Malta ·
Marokko ·
Moldavië ·
Mongolië ·
Montenegro · 
Nederland ·
Nieuw-Zeeland ·
Nigeria ·
Noord-Ierland ·
Noord-Macedonië ·
Noorwegen ·
Oekraïne ·
Oezbekistan ·
Oostenrijk ·
Paraguay ·
Polen ·
Portugal ·
Qatar ·
Roemenië ·
Rusland ·
Saint Kitts en Nevis ·
Saoedi-Arabië ·
Schotland ·
Servië ·
Slovenië ·
Slowakije ·
Spanje ·
Thailand ·
Tsjechië ·
Tunesië ·
Turkije ·
Uruguay ·
Verenigde Arabische Emiraten ·
Wales ·
Wit-Rusland ·
Zuid-Afrika ·
Zuid-Korea ·
Zweden ·
Zwitserland
CONMEBOL: Bolivia · Chili  · Colombia · Ecuador · Uruguay · Venezuela

UEFA: Albanië · Andorra · Armenië · Azerbeidzjan · België · Bosnië en Herzegovina · Bulgarije · Cyprus · Denemarken · (West-)Duitsland · Duitse Democratische Republiek · Engeland · Estland · Faeröer · Finland · Frankrijk · Georgië · Griekenland · Hongarije · IJsland · Ierland · Israël · Italië · Joegoslavië · Kroatië · Letland · Liechtenstein · Litouwen · Luxemburg · Malta · Moldavië · Nederland · Noord-Ierland · Noord-Macedonië · Noorwegen · Oekraïne · Oostenrijk · Polen · Portugal · Roemenië · Rusland · San Marino · Schotland · Slovenië · Slowakije · Sovjet-Unie/GOS ·  Spanje · Tsjechië · Tsjecho-Slowakije · Turkije · Wales · Wit-Rusland · Zweden · Zwitserland

AFC: Kazachstan

CAF: Madagaskar

CONCACAF: Belize · Canada